# Parafomoria ladaniphila
Parafomoria ladaniphila is een vlinder uit de familie dwergmineermotten (Nepticulidae). De wetenschappelijke naam is voor het eerst geldig gepubliceerd in 1910 door Mendes.
De soort komt voor in Europa.